# 学園超女隊シリーズ
学園超女隊シリーズ（がくえんちょうじょたいシリーズ）は、団龍彦による日本のライトノベルシリーズ。イラストは田中成治が担当している。集英社文庫コバルトシリーズ（集英社）より1986年12月から1991年6月まで刊行された。
1991年6月には『ザ・学園超女隊』のタイトルでOVAが発売された。

## あらすじ
学園の新入生である由美は、予知能力、念動力、空中浮揚、瞬間移動という4つの超能力を持ちながらも、どの能力も使いこなすことができずにいた。由美は超能力研究会の部長・皇麗二が生徒たちの前で超能力を見せる様子を目にしたものの、麗二の態度に疑問を持ったため、入部を見合わせた。そして、由美は同じく超能力を持つ舞とおケイとともに「学園超女隊」を結成し、超能力研究会の正体を暴くことにするのであった。

## 登場人物
声はOVA版のもの。

### 学園超女隊
須藤由美
声：水谷優子
本作の主人公である高校1年生。予知能力、念動力、空中浮揚、瞬間移動能力を持つが、いずれも未熟であるため、これまで超能力を持っていることを公にしてこなかった。
大蔵恵子（おケイ）
声：伊藤美紀
由美の仲間。テレパシーを使う。
一色 舞
声：勝生真沙子
由美の仲間。超人的な怪力を誇る。

### その他
的場梨花
声：富沢美智恵
仁村 尋
声：辻谷耕史
北斗 悠
声：松本保典
皇麗二
超能力研究会の部長。

## 既刊一覧
- 団龍彦（著） / 田中成治（イラスト） 、集英社〈集英社文庫コバルトシリーズ〉、全8巻
  - 『ザ・学園超女隊』1986年12月15日第1刷発行、ISBN 4-08-611004-0
  - 『VIVA!学園超女隊』1987年6月15日第1刷発行、ISBN 4-08-611053-9
  - 『超女隊in香港』1988年6月10日第1刷発行、ISBN 4-08-611163-2
  - 『超女隊ワンダーランド』1988年12月10日第1刷発行、ISBN 4-08-611230-2
  - 『超女隊cha!cha!cha!』1989年3月10日第1刷発行、ISBN 4-08-611263-9
  - 『超女隊エクスプレス』1990年6月10日第1刷発行、ISBN 4-08-611421-6
  - 『超女隊アドベンチャー』1990年9月10日第1刷発行、ISBN 4-08-611453-4
  - 『超女隊クルーズ』1991年6月10日第1刷発行、ISBN 4-08-611541-7

## OVA
映像ソフト
- 『ザ・学園超女隊』1991年6月27日発売

スタッフ
- 原作 - 団龍彦（集英社）[1]
- プロデューサー - 浅賀隆郎、永井謙次
- 監督 - 出﨑哲[1]
- 脚本 - 早坂律子[1]
- キャラクターデザイン - ぢぁーむ[1]
- 作画監督 - 小林ゆかり[1]
- 演出・絵コンテ - 前島健一[1]
- 美術監督 - 小板橋加代子[1]
- 撮影監督 - 岡崎英夫[1]
- 音響監督 - 清水勝則[1]
- 音楽 - 伊藤信雄[1]
- 制作 - マジックバス
- 製作 - バンダイ
- 企画 - ダイナミック企画